# Richtstrecke

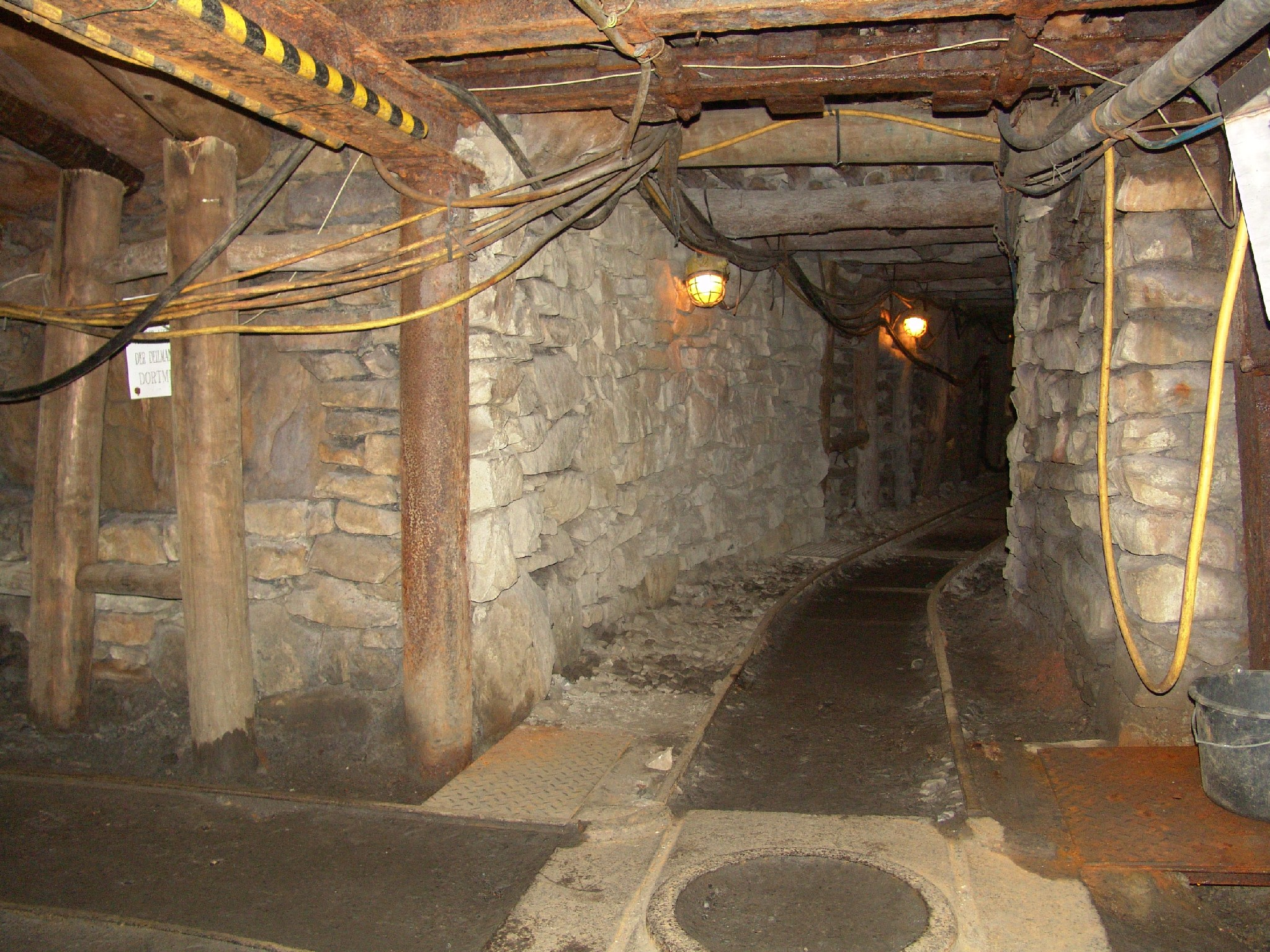
Geradeaus verläuft die Richtstrecke im LWL-Industriemuseum Zeche Nachtigall, am Wechsel im Vordergrund geht nach links der Querschlag ab.

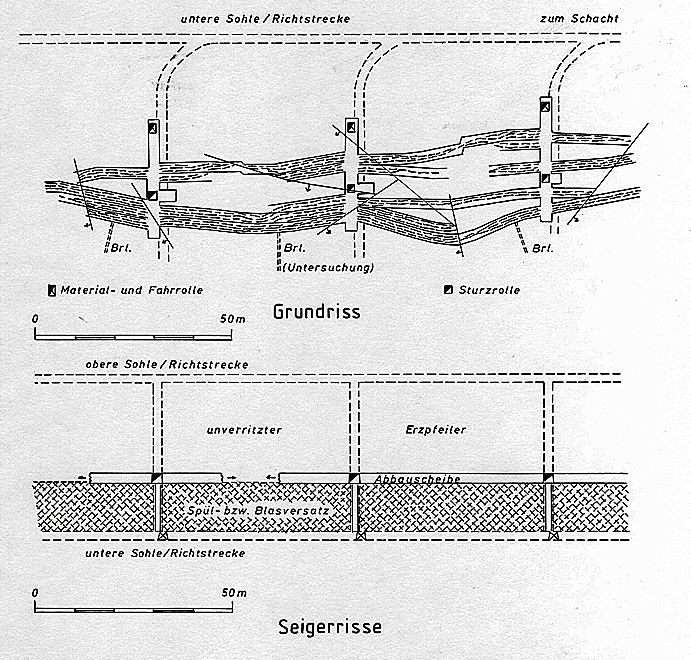
Prinzip der Anlage einer Richtstrecke am Beispiel des Bensberger Erzreviers

Eine Richtstrecke ist ein Grubenbau, der in der Richtung des Streichens einer Lagerstätte ausgerichtet wird. Für die Charakterisierung als Richtstrecke ist hierbei das Generalstreichen maßgebend. Die Richtstrecken verbinden den Förderschacht mit den Querschlägen.

## Verlauf
Obwohl eine Richtstrecke in der Regel in der Richtung des Streichens verläuft, kann sich ihre Richtung ändern. In Spezialmulden und Spezialsätteln kann es vorkommen, dass sich das Streichen ändert und ein sogenanntes umlaufendes Streichen auftritt. Dann ändert sich die Richtung der Richtstrecke dermaßen, dass sie im spitzen oder im rechten Winkel zum Streichen der Flöze verläuft. Durch diese Richtungsänderung verliert die Richtstrecke jedoch nicht ihre Geltung als Richtstrecke. Richtstrecken werden nach Möglichkeit nahe an die einzelnen Lagerstättengruppen gelegt. Dadurch können die jeweiligen Querschläge mit einer geringeren Länge aufgefahren werden. Bei den Gangerzlagerstätten – wie zum Beispiel im Bensberger Erzrevier – kann die Richtstrecke sowohl im Hangenden, im Liegenden als auch im Erzpfeiler selbst aufgefahren werden. Es kommt darauf an, wie man den günstigsten Weg findet, ohne die Abbautätigkeiten zu behindern.

## Aufgaben und Anzahl
Richtstrecken dienen in einem Bergwerk als Sammelstelle für die Förderung, den Transport und die Fahrung. Gleichzeitig dienen sie der Bewetterung für das gesamte Grubenfeld. Hat das Grubenfeld seine größte Ausdehnung in der Streichrichtung, so kommt man in der Regel mit einer Richtstrecke aus. Voraussetzung ist hierbei jedoch, dass sich die Lagerstätte gleichmäßig über das gesamte Grubenfeld verteilt. Mehrere Richtstrecken sind für gewöhnlich erforderlich, wenn die Streckung des Grubenfeldes in querschlägiger Richtung verläuft.